# Fernando de Haro
Fernando de Haro Izquierdo (Madrid, 1965) es un periodista radiofónico español. Dirigió, junto a Pilar Cisneros, La Tarde de Cope durante 6 años, entre agosto de 2018 y agosto de 2024. Desde el 4 de septiembre de 2010 hasta el 15 de julio de 2018 presentó también en la Cadena Cope, La Mañana del Fin de Semana, programa que volvió a presentar el 7 de septiembre de 2024. Está casado y es padre de cuatro hijos. Pertenece al movimiento católico Comunión y Liberación.

## Carrera periodística
Es licenciado en Ciencias de la Información por la Universidad de Navarra (1993) y en Derecho por la Universidad de Córdoba (1989). Además, es doctor en Ciencias de la Información por la Universidad Complutense de Madrid. 
Ha sido redactor de las publicaciones Nueva Empresa, IPMARK y Distribución Actualidad.
Trabajó en el programa Plusvalía y en los Servicios Informativos de Canal+. Al lanzarse CNN+ fue presentador, editor y vicedirector de la sección económica. También fue director de Programas de Voluntariado de la Comunidad de Madrid.
Ha sido profesor en la Facultad de Ciencias de la Información de la Universidad Carlos III de Madrid y coordinador y profesor del área de Televisión del Máster universitario en radio COPE.
Ocupó la dirección de Informativos en Popular TV al tiempo que fundaba el periódico digital Páginas Digital (paginasdigital.es).
Ha dirigido La Mañana de Fin de Semana en COPE entre septiembre de 2010 y julio de 2018, y volvió a ponerse al frente del mismo programa en septiembre de 2024. Desde agosto de 2018 hasta agosto de 2024 ha dirigido y presentado el programa La Tarde junto con Pilar Cisneros en la misma cadena, en sustitución de Ángel Expósito.

## Obras
De Haro es autor de varias obras:
- Zapatero, en nombre de nada. Ediciones Encuentro, 2006. ISBN 84-7490-779-9
- ¿Qué hacemos con educación para la ciudadanía?. Encuentro, 2007. ISBN 9788474908862
- Vive, vive siempre. Encuentro, 2009. ISBN 978-84-7490-994-4
- Un mundo en transición. Encuentro, 2011. ISBN 9788499200743
- Cristianos y leones. Planeta.  2013. ISBN 9788408073628
- Coptos. Viaje al encuentro de los mártires de Egipto. Encuentro. 2015. ISBN 978-8490550878
- En tierras de Boko Haram. Editorial Confluencias. 2016. ISBN 978-8494568657
- El Islam en el siglo XXI. Ediciones Encuentro. 2017
- La ventaja de mirar insistentemente una lata de sopa. Ediciones Encuentro. 2020

## Premios
- Micrófono de Oro
- Premio Bravo
- Premio de la Asociación de Espectadores